# 18. srednjebosanska brigada (NOVJ)
Za druge 18. brigade glejte 18. brigada.
18. srednjebosanska brigada je bila brigada v sestavi Narodnoosvobodilne vojske in partizanskih odredov Jugoslavije in ki je delovala med drugo svetovno vojno na področju Kraljevine Jugoslavije.

## Organizacija
- štab
- 3x bataljon